# Anton von Steichele

Erzbischof Anton von Steichele

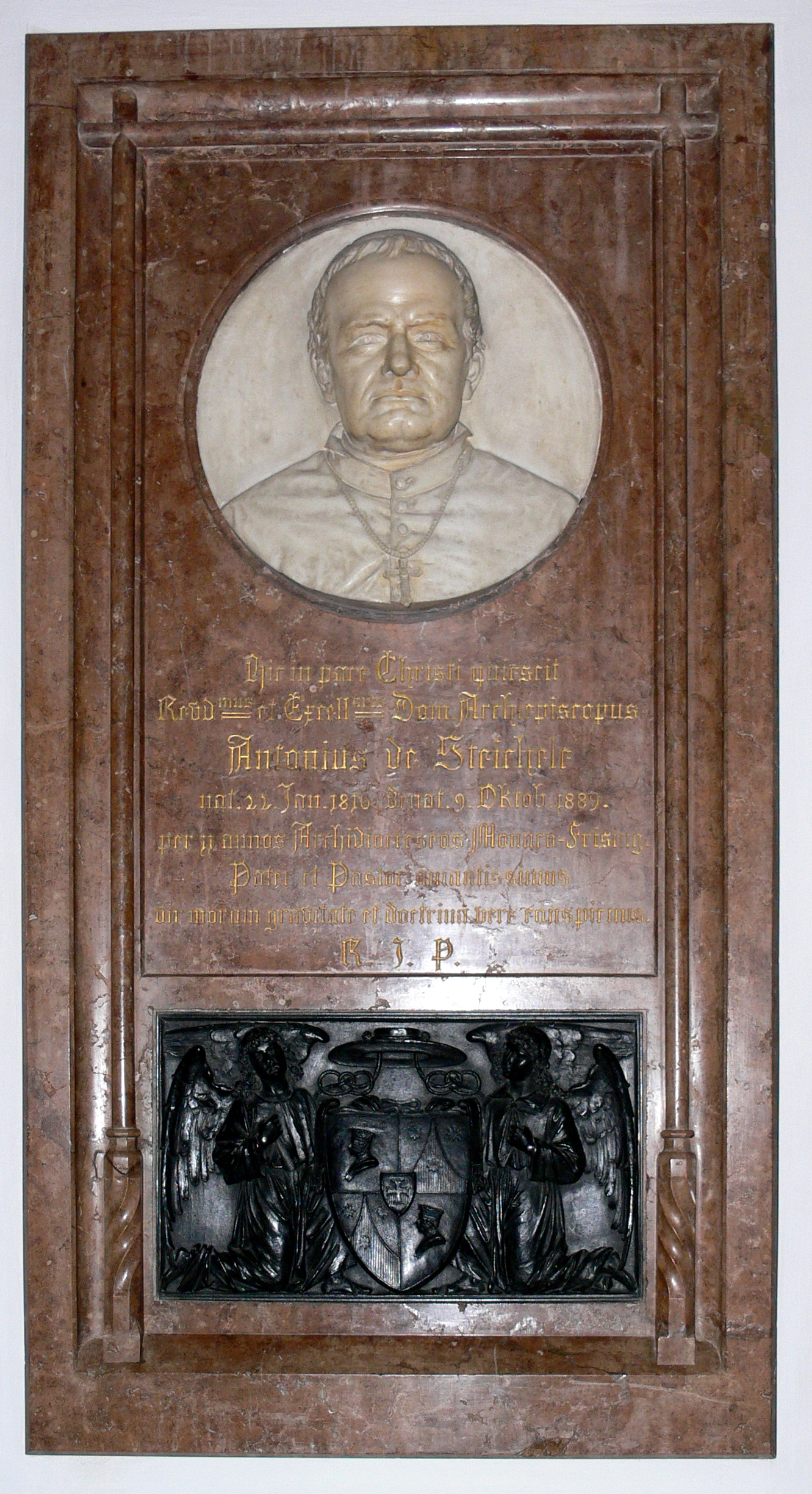
Epitaph für Anton von Steichele in der Frauenkirche München

Anton Steichele, seit 1878 Ritter von Steichele (* 22. Januar 1816 in Mertingen; † 9. Oktober 1889 in Freising) war ein deutscher römisch-katholischer Priester und Kirchengeschichtler sowie von 1878 bis 1889 Erzbischof von München und Freising. Sein Name ist heute vor allem durch das von ihm verfasste kirchen- und lokalgeschichtliche Monumentalwerk Das Bisthum Augsburg bekannt.

## Leben und Werk
Das älteste von 10 Kindern des Rotgerbers Anton Steichele besuchte 1826–1833 die Lateinschule in Dillingen. 1833–1835 studierte er Philosophie am dortigen Lyzeum, ab 1835 katholische Theologie an der Universität München. Zu seinen Lehrern dort zählten Johann Adam Möhler und Ignaz von Döllinger. Seinen Lebensunterhalt verdiente er in dieser Zeit als Hauslehrer. Am 28. August 1838 wurde Steichele zum Priester geweiht. Weitere Studien an der Universität München schlossen sich an, die ihn auf eine philologische Lehrtätigkeit vorbereiten sollten. Gleichzeitig war er Hofmeister (Hauslehrer) der Familie des späteren Staatsrats Franz von Berks und siedelte mit dieser 1839 nach Landshut um. Dort lernte er den Augsburger Bischof Peter von Richarz als Freund der Familie näher kennen. 1841 wurde er Domvikar und bischöflicher Archivar in Augsburg, wo er auch als Katechet an der dortigen Studienanstalt St. Anna tätig war. Am 27. April 1844 wurde er zu Richarz’ bischöflichem Sekretär und zum Geistlichen Rat ernannt, am 30. Dezember 1847 als Domherr in das Augsburger Domkapitel gewählt, dessen Dompropst (Vorsitzender) er am 9. August 1873 wurde.
Steichele lebte sehr zurückgezogen und widmete sich fast ganz der Geschichtswissenschaft. Er veröffentlichte mehrere kirchengeschichtliche Werke, darunter eine auf zehn Bände angelegte Augsburger Bistumbeschreibung, von der er etwa ein Drittel fertigstellen konnte. Nach seinem Tod wurde das Werk von anderen zwar weitergeführt, blieb aber letztlich unvollendet, da der geplante erste Band über die allgemeine Bistumsgeschichte und die Stadt Augsburg selbst nie erschien. Am 4. Juli 1870 wurde Steichele aufgrund seiner Verdienste um die Kirchengeschichte die Doktorwürde der Münchener theologischen Fakultät verliehen.
Am 30. April 1878 wurde Steichele von König Ludwig II. zum Erzbischof von München und Freising nominiert, am 15. Juli 1878 von Papst Leo XIII. präkonisiert und am 13. Oktober 1878 zum Bischof geweiht. Die Bischofsweihe spendete ihm der Bischof von Augsburg, Pankratius von Dinkel. Mit Verleihung des Verdienstordens der Bayerischen Krone wurde Steichele zudem in den persönlichen Ritterstand erhoben. 1887 erhielt er das Großkomtur zu diesem Orden.
Als Erzbischof war er für die Errichtung von mehreren Pfarreien für die schnell wachsende Bevölkerung Münchens verantwortlich. In seinem Amt als Erzbischof war Steichele Reichsrat der Krone Bayern, also Mitglied im geheim tagenden Oberhaus des bayerischen Landtags. Politisch verfocht er die Einhaltung des Bayerischen Konkordats von 1817 und einen größeren kirchlichen Einfluss auf das Bildungswesen. Er galt in den Jahren des Kulturkampfs als ausgleichende Kraft. Seine Bemühungen, seinen exkommunizierten und dem Altkatholizismus zugewandten Lehrer Döllinger für die römisch-katholische Kirche zurückzugewinnen, blieben vergeblich.
Er war seit 1884 Ehrenmitglied der katholischen Studentenverbindung KDStV Aenania München im CV.
Steichele starb nach längerer Krankheit 1889 in Freising und wurde in der Münchener Frauenkirche beigesetzt.

## Werke
- Friedrich, Graf von Zollern, Bischof von Augsburg, und Johann Geiler von Kaisersberg. Mit Briefen, Augsburg 1854.
- Bischof Peter von Richarz, Augsburg 1856.
- Das Bisthum Augsburg, historisch und statistisch beschrieben, Augsburg 1864–1940.
  - Bd. 2: Die Landkapitel Agenwang, Aichach, Baisweil, Bayer-Mänching, Burgheim, 1864 (Digitalisat).
  - Bd. 3: Die Landkapitel Dilingen, Dinkelsbühel, Donauwörth, 1872 (Digitalisat, E-Text „Landkapitel Dinkelsbühel“).
  - Bd. 4: Die Landkapitel Friedberg, Füssen, Höchstätt, Hohenwart, 1883 (Digitalisat).
  - Bd. 5: Die Landkapitel Ichenhausen und Jettingen, 1895 (Digitalisat).
  - Bd. 6: Das Landkapitel Kaufbeuren, 1896–1904 (fortgesetzt von Alfred Schröder) (Digitalisat).
  - restliche Bände (nicht von Steichele verfasst) siehe Artikel Bistum Augsburg.

Herausgeberschaft:
- Beiträge zur Geschichte des Bisthums Augsburg, 1850–1852.
- Archiv für die Geschichte des Bisthums Augsburg, 1856–1860 (Digitalisate: Bd. I 1856; Bd. II 1858; Bd. III. 1860).